# Thinobius grandicollis
Thinobius grandicollis är en skalbaggsart som beskrevs av Notman 1921. Thinobius grandicollis ingår i släktet Thinobius och familjen kortvingar. Inga underarter finns listade i Catalogue of Life.